# Spin-Hall-Effekt

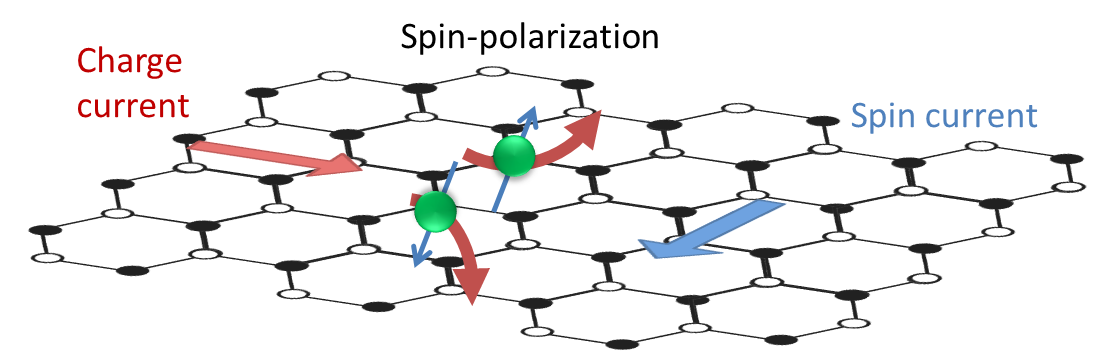
Schematische Darstellung des Spin-Hall-Effekts: Ein Strom (rot) von Elektronen bewegt sich durch das Gitter eines Festkörpers. Je nach Ausrichtung ihres Spins (grün) werden die Elektronen seitlich abgelenkt. Dies entspricht einem transversalen Spin-Strom (blau).

Der Spin-Hall-Effekt ist ein quantenmechanischer Effekt, der in Analogie zum klassischen Hall-Effekt zu sehen ist, aber nicht in Unterschieden der Verteilung elektrischer Ladung quer zur Richtung des elektrischen Stroms führt, sondern zu Unterschieden in der Verteilung der Spin-Ausrichtung der Elektronen.
Wenn ein elektrischer Strom durch einen Festkörper fließt, werden die Elektronen je nach Orientierung ihres Spins (quantenmechanischer Eigendrehimpuls) senkrecht zur Stromrichtung abgelenkt. Es fließt ein Spin-Strom {\displaystyle j_{s}}  quer zur elektrischen Stromrichtung, so dass an gegenüberstehenden Seiten die Spins entgegengesetzt polarisiert sind. Mit dem Spinstrom selbst ist keine elektrische Spannung wie beim gewöhnlichen Hall-Effekt verbunden. Der Spin-Strom ist proportional zum elektrischen Feld {\displaystyle E}, das die Elektronenbewegung treibt: {\displaystyle j_{s}=\sigma _{sH}\cdot E}. Dabei bezeichnet {\displaystyle \sigma _{sH}\ } die Spin-Hall-Leitfähigkeit.
Im Gegensatz zum klassischen Hall-Effekt ist kein externes Magnetfeld erforderlich. Der Effekt beruht auf spinabhängiger Streuung der Elektronen (sog. Mott-Streuung) an Defekten der Probe (extrinsischer Spin-Hall-Effekt). Es gibt aber noch einen zweiten Mechanismus. In Spin-Bahn-gekoppelten Systemen tritt der Spin-Hall-Effekt auch in idealen Systemen auf, die keine Defekte aufweisen (intrinsischer Spin-Hall-Effekt), wie 2003 von zwei Gruppen unabhängig vorhergesagt wurde (Shoucheng Zhang und Kollegen für p-Typ Halbleiter und unabhängig von Allan H. MacDonald, Jairo Sinova und Kollegen für n-Typ Halbleiter).

## Experimente
Theoretisch wurde der Spin-Hall-Effekt 1971 von Michail Djakonow und Wladimir Perel vorhergesagt, experimentell aber erstmals 2004 von Yuichiro Katō, David Awschalom u. a. nachgewiesen. Belegt ist der Effekt z. B. in GaAs-Halbleiterstrukturen bei Temperaturen von 30 K. Verglichen mit dem gewöhnlichen Hall-Effekt, der bereits seit mehr als hundert Jahren bekannt ist, ist der Spin-Hall-Effekt jedoch um Größenordnungen kleiner. Im Jahr 2006 wurde er auch bei Raumtemperatur (d. h. bei etwa 300 K) nachgewiesen, und zwar in ZnSe-Strukturen.

### Methode
Die ortsabhängige Messung der Spinverteilung kann über Kerr-Rotations-Mikroskopie erfolgen. Dabei wird ausgenutzt, dass bestimmte Materialien durch ihre Magnetisierung die Polarisationsebene einfallenden, linear polarisierten Lichts drehen. Da eine Ansammlung einer Spinausrichtung effektiv einer Magnetisierung entspricht, kann durch Abrastern der Probe eine Karte der Spinpolarisation erstellt werden. Der erste Nachweis von Kato, Awschalom et al. erfolgte über die Kerr-Rotation.

## Technische Anwendung
Von einer kontrollierten Erzeugung von Spin-Strömen erhofft man sich deutliche technische Fortschritte bei Speichermedien (MRAM) und des Spin-Transistors sowie wichtige Schritte hin zur Entwicklung eines Quantencomputers, dessen Realisierungsmöglichkeit jedoch umstritten ist.